# Eleanor Roosevelt

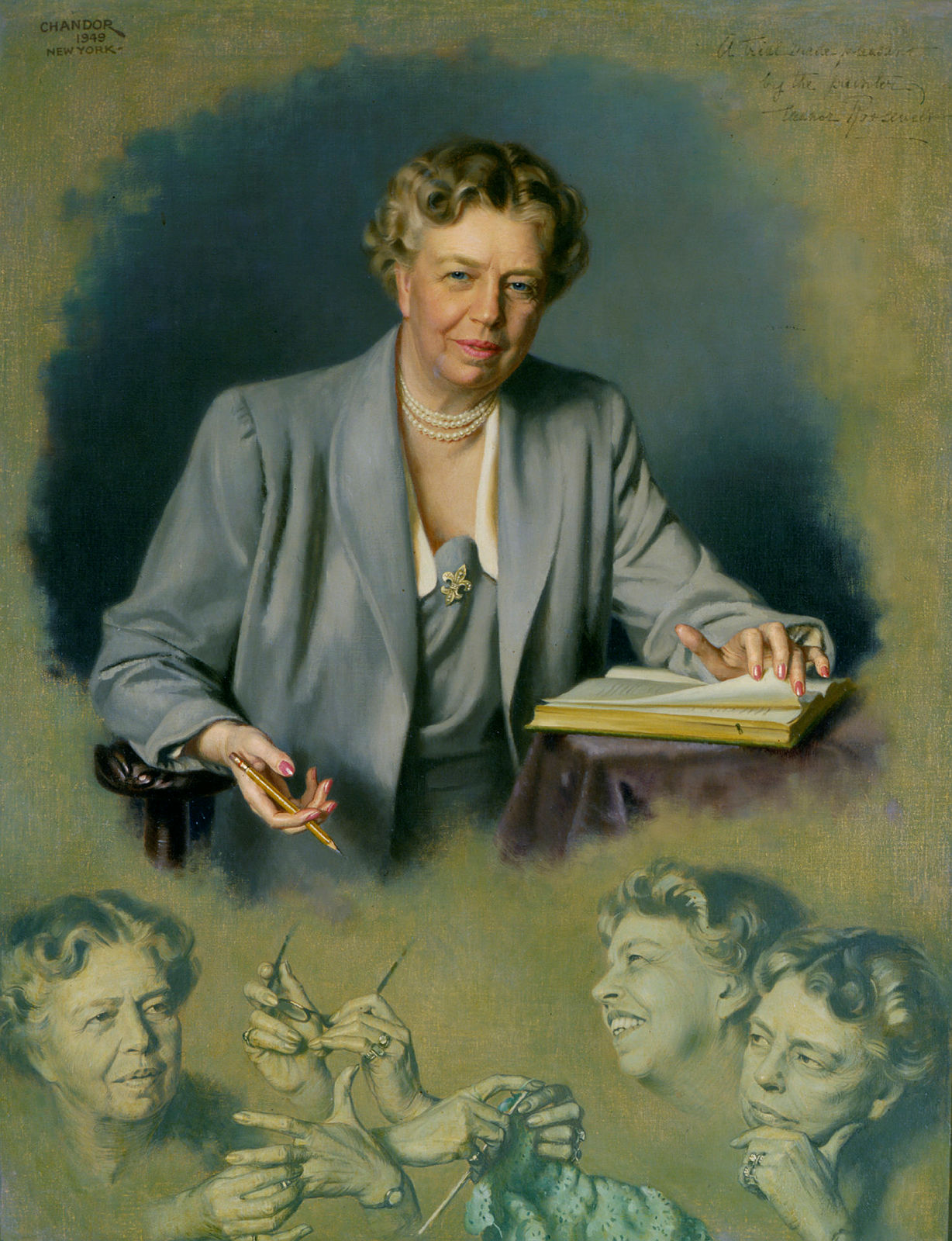
Eleanor Roosevelt, Gemälde von Douglas Chandor (1949)

Anna Eleanor Roosevelt ['æna 'ɛlɪnɔɹ 'ɹoʊzəvɛlt] (* 11. Oktober 1884 in New York City; † 7. November 1962 ebenda) war eine US-amerikanische Menschenrechtsaktivistin und Diplomatin sowie die Ehefrau des 32. US-Präsidenten Franklin D. Roosevelt. Vom 4. März 1933 bis zum 12. April 1945 war sie die First Lady der Vereinigten Staaten. In den Jahren nach dem Zweiten Weltkrieg war sie eine hochrangige Politikerin in der UNO. Sie gilt neben Hillary Clinton als eine der einflussreichsten Frauen in der US-amerikanischen Politik des 20. Jahrhunderts.

## Leben und Arbeit

### Kindheit und Jugend

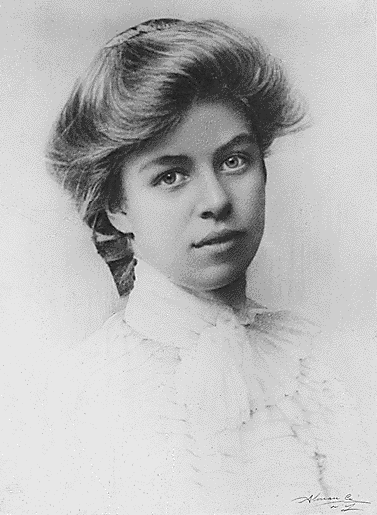
Die 14-jährige Eleanor Roosevelt als Schülerin (1898)

Eleanor Roosevelt wurde als erstes Kind von Elliott Roosevelt und dessen Ehefrau Anna Rebecca, geb. Hall, geboren. Der spätere US-Präsident Theodore Roosevelt war der Bruder ihres Vaters. Eleanors nächstjüngerer Bruder, Elliott Jun. (1889–1893), starb im Alter von knapp vier Jahren, ihr jüngster Bruder, Gracie Hall (1891–1941), wurde Beamter. Die Familie, deren Vorfahren bereits im 17. Jahrhundert aus den Niederlanden eingewandert waren, gehörte der an aristokratischen Standards orientierten New Yorker Oberschicht an und lebte hauptsächlich von ihrem ererbten Vermögen. Die Ehe der Eltern war problematisch und endete auf tragische Weise früh. Anna Roosevelt starb im Alter von nur 29 Jahren an Diphtherie (1892). Da Elliott Roosevelt Alkoholiker war und bereits seit 1891 im Krankenhaus lebte, übersiedelte Eleanor zu Annas Mutter, Mary Ludlow Hall, nach Tivoli, New York. 1894 unternahm Elliott Roosevelt einen Suizidversuch, auf den ein epileptischer Anfall folgte, in dessen Verlauf er starb.
Nachdem Eleanor Roosevelt bis dahin von französischen Gouvernanten, Privatlehrern und von ihrer Großmutter unterrichtet worden war, verbrachte sie die Jahre von 1899 bis 1902 in Allenswood, einem exklusiven kleinen Internat bei London. Die Leiterin, Marie Souvestre, eine ebenso gebildete wie liberale Frau, war auf dem Gebiet der Mädchenbildung für die Zeit ungewöhnlich engagiert und nahm auf Eleanor Roosevelt großen Einfluss.
Nach ihrer Rückkehr in den Haushalt der Großmutter übte Eleanor Roosevelt verschiedene sozialarbeiterische Ehrenämter aus, nahm jedoch auch an zahlreichen gesellschaftlichen Ereignissen teil. Im Gegensatz zu ihrer Mutter und ihren Tanten, die den Rang berühmter Schönheiten genossen hatten, war Eleanor Roosevelt, die auffällig vorstehende Zähne hatte und rund 1,80 Meter groß war, keine populäre Debütantin. Zwischen ihr und ihrem Onkel 6. Grades, dem Harvard-Studenten Franklin D. Roosevelt, entstand jedoch eine Romanze, die 1903 in eine zunächst heimliche Verlobung mündete.

### Die ersten Ehejahre: New York und Albany (1905–1913)

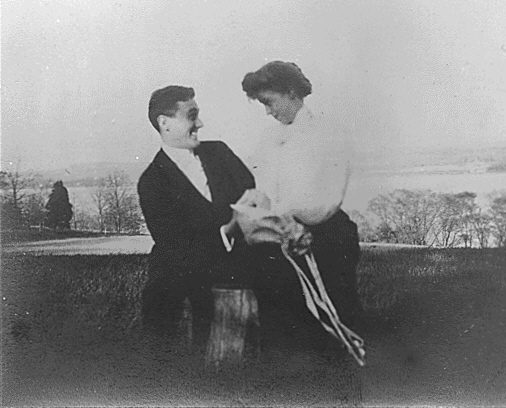
Schnappschuss mit Franklin und Eleanor Roosevelt (1905)

Eleanor Roosevelt und Franklin D. Roosevelt heirateten am 17. März 1905. Franklin hatte sein Studium in Harvard kurz zuvor abgeschlossen und bezog mit seiner jungen Frau einen Haushalt in Manhattan, wo er zunächst ein Rechtsstudium an der Columbia University begann und 1908 in eine namhafte Wall-Street-Firma eintrat. Die Ehe war harmonisch und von gegenseitiger geistiger Anregung geprägt. Überschattet war sie jedoch von der Dominanz der Mutter Franklins, Sara Ann Delano Roosevelt, die ihrer Schwiegertochter Entscheidungshoheit weder in der Haushaltsführung noch in der Kindererziehung zubilligte. Das Ehepaar hatte sechs Kinder, von denen eines als Säugling starb: Anna (1906–1975), James (1907–1991), Franklin (1909–1909), Elliott (1910–1990), Franklin Delano jr. (1914–1988) und John Aspinwall (1916–1981).
1910 kandidierte Franklin D. Roosevelt bei den Wahlen zum Senat des Bundesstaates New York für die Demokratische Partei, und nachdem die Wahl erfolgreich verlaufen war, trat er sein Amt, das ihn und seine Familie in die New Yorker Hauptstadt Albany führte, Anfang 1911 an. Eleanor begann in Albany ein reges Sozialleben, mit dem sie Franklins politische Arbeit direkt unterstützte, indem sie für eine Vielzahl von Anliegen Lobbyarbeit leistete und Verbindungen knüpfte, die ihr Mann nutzen konnte. Auch die Debatten in den beiden Kammern des New Yorker Parlaments besuchte sie regelmäßig. Franklin Roosevelt erlangte in dieser Zeit hohes Ansehen und wurde 1912 wiedergewählt. Bereits während seiner ersten Amtszeit hatte er eine Agenda entwickelt, die neben der Einführung des Frauenwahlrechts soziale Neuerungen wie die Schaffung eines Sozialversicherungssystems umfasste und die er 1912 als politisches Programm vorlegte. Viele der darin enthaltenen Punkte trugen Eleanor Roosevelts eigenen sozialreformerischen Ideen Rechnung; bei anderen, wie dem Frauenwahlrecht, war ihr Mann früher zu „modernen“ Auffassungen gelangt als sie. Eleanor Roosevelt bezeichnete sich erst ab 1911 öffentlich als Befürworterin des Frauenwahlrechts.

### Die Jahre um den Ersten Weltkrieg: Washington (1913–1920)

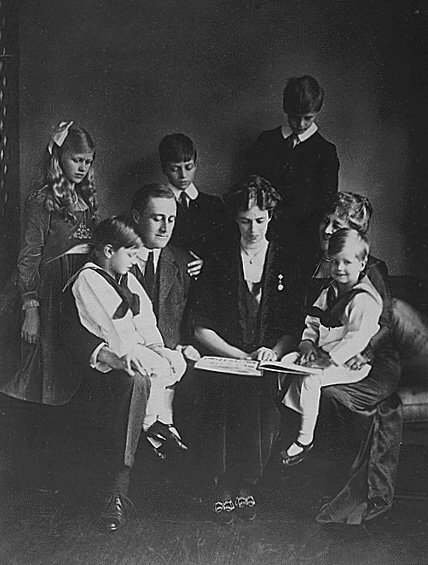
Franklin und Eleanor Roosevelt mit ihren Kindern (1919)

Nach der Wahl von Woodrow Wilson (D) zum US-Präsidenten wurde Franklin D. Roosevelt nach Washington berufen und im März 1913 zum Unterstaatssekretär der US Navy ernannt. Nach der Übersiedelung der Familie in die Landeshauptstadt wurden dort zwei weitere Kinder geboren: Franklin D. Jun. (1914–1988) und John Aspinwall (1916–1981). Ähnlich wie in Albany schloss Eleanor Roosevelt eine Vielzahl von Freundschaften und Verbindungen und war besonders auf diplomatischen Dinnerveranstaltungen gefragt, da sie viele Fremdsprachen beherrschte und unterschiedslos mit jedem Menschen Kontakt zu knüpfen verstand.
Nach dem Eintritt der USA in den Ersten Weltkrieg (6. April 1917) übernahm Eleanor Roosevelt vielfältige Aufgaben, die sich aus der Verbindung ihres Mannes zur Navy ergaben; unter anderem wirkte sie bei der Organisation des Navy Red Cross und der Washingtoner Rotkreuz-Kantine mit, in der während der Kriegseinsätze US-amerikanische Soldaten gepflegt wurden. Zudem engagierte sie sich für die Gleichberechtigung Schwarzer und Frauen, die Aufnahme jüdischer Flüchtlinge und Verhinderung des Abbaus von Wohlfahrtsprogrammen.
Nach Kriegsende hatte Eleanor Roosevelt sich mit dem Antikommunismus auseinanderzusetzen, der in den USA unter dem Eindruck der russischen Oktoberrevolution entstanden war und der Politikern wie dem umstrittenen Justizminister Alexander Mitchell Palmer Auftrieb gab. Als Aktivistin hatte sie in der Vergangenheit in vielen Organisationen mitgearbeitet, denen Palmer und seine Anhänger „un-amerikanische“ Bestrebungen zuschrieben, darunter die League of Women Voters, die Women’s Trade Union League, die Foreign Policy Association und die Daughters of the American Revolution. Obwohl Eleanor Roosevelts Name in der anti-kommunistischen Kampagne nur am Rande genannt wurde, begann das FBI, eine Akte über sie zu führen.
Als die Demokratische Partei Franklin D. Roosevelt bei der Präsidentschaftswahl 1920 als Kandidaten für das Amt des Vizepräsidenten aufstellte, stellte Eleanor, die in der Öffentlichkeit bisher meist mit eigenen Anliegen in Erscheinung getreten war, sich in den Dienst seiner Wahlkampagne. Dass Franklin und Eleanor Roosevelt auf diese Weise als hingebungsvolles Ehepaar und außerordentliches Team sichtbar wurden, trug ihnen weithin Sympathien ein. Da der demokratische Präsidentschaftskandidat, James M. Cox, in der Wahl gegen Warren G. Harding unterlag, scheiterte jedoch auch Franklin D. Roosevelts Kandidatur.

### Sozialer Feminismus (1920–1928)

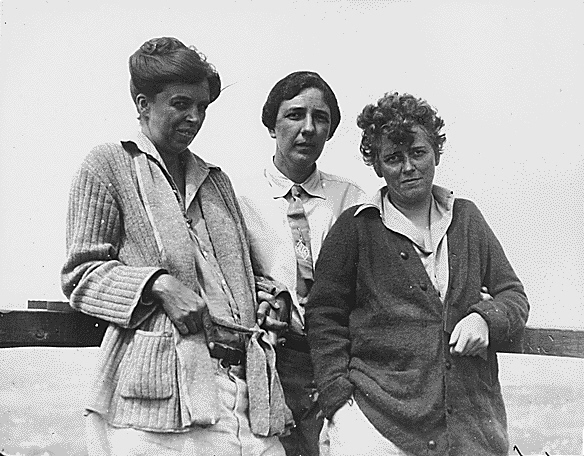
Eleanor Roosevelt mit zwei ihrer engsten feministischen Mitstreiterinnen: Marion Dickerman und Nancy Cook (1926)

Im August erkrankte Franklin D. Roosevelt an Kinderlähmung und seine Beine blieben zeitlebens gelähmt. Eleanor ermutigte ihn, seine politische Karriere fortzusetzen. Als er von 1922 an den größten Teil seiner Zeit in Florida und von 1925 an in Warm Springs, Georgia verbrachte, begleitete sie ihn jedoch nicht. Durch Zeitschriftenaufsätze, öffentliche Vorträge und Auftritte in Hörfunksendungen erlangte sie von dieser Zeit an eine gewisse finanzielle Unabhängigkeit, die es ihr erlaubte, 1926 in Hyde Park, New York, wo sich seit 1866 der Wohnsitz von Franklins Eltern befand, ein Cottage (Val-Kill) zu erbauen, das sie gemeinsam mit Nancy Cook und deren Lebensgefährtin Marion Dickerman bezog. Zum selben Zeitpunkt gründeten die drei Frauen die politische Monatszeitschrift Women’s Democratic News, deren erste Ausgabe im April 1925 erschien. 1926 erwarben sie auch die Todhunter School, eine private Mädchenschule in Manhattan, in der Eleanor Roosevelt in den folgenden sechs Jahren Literatur, Geschichte und Politik unterrichtete. 1927 eröffneten sie und ihre beiden Partnerinnen auf dem Grundstück in Val-Kill eine Möbelfabrik und erregten damit Aufsehen, da weiblich geführte Unternehmen in dieser Zeit noch nicht üblich waren.
1920 hatten Frauen in den USA das allgemeine Wahlrecht erhalten. Eleanor Roosevelt wandte sich zu Beginn der 1920er Jahre dem sozialen Feminismus, d. h. der Auffassung zu, dass die Emanzipation der Frauen untrennbar mit ihrer Verantwortung verknüpft sei, drängende soziale Reformen voranzutreiben. Sie war überzeugt, dass Männer vor allem deshalb in die Politik gehen, um ihre eigenen Karrieren zu verfolgen, während Frauen, die in die Politik gehen, insbesondere von dem Wunsch getrieben seien, Gesellschaft zu verändern und die Bedingungen des alltäglichen Lebens zu verbessern.
Im Bundesstaat New York gab es in den frühen 1920er Jahren vier Organisationen, in denen Frauen politisch aktiv sein konnten: die Women’s Division of the New York State Democratic Committee, der Women’s City Club, die League of Women Voters und die Women’s Trade Union League. Nach der Niederlage ihres Mannes bei der Präsidentschaftswahl kehrte Eleanor Roosevelt nach New York City zurück, wo sie den drei erstgenannten Organisationen beitrat, sich auf allen Gebieten der politischen Bewegung der Frauen zu engagieren begann und innerhalb dieser Bewegung bald zur einflussreichsten Einzelpersönlichkeit aufstieg. Zu ihren Mitstreiterinnen, mit denen sie ein ausgedehntes Arbeitsnetzwerk knüpfte, gehörten Narcissa Cox Vanderlip, Esther Lape, Elizabeth Fisher Read, Caroline O’Day, Elinor Morgenthau, Nancy Cook und Marion Dickerman. Die politischen Ziele dieser Frauen waren unter anderem Verbesserungen im Wohnungsbau, die Schaffung einer Arbeitslosen- und Unfallversicherung und Gesundheitsschutz am Arbeitsplatz. Außerdem war sie wie schon First Lady Ellen Wilson zuvor Mitglied im Pen and Brush Club, einer Organisation in New York für Künstlerinnen und Schriftstellerinnen.

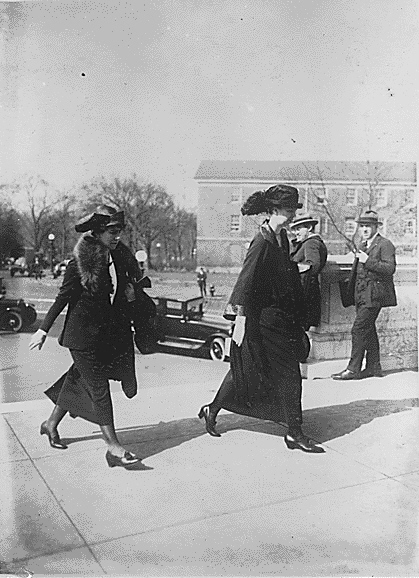
Eleanor Roosevelt mit Esther Lape, der Gründerin der League of Women Voters, in Washington, D.C. (1924)

Innerhalb der Frauenbewegung repräsentierte Eleanor Roosevelt den progressiven Flügel der Demokratischen Partei. Als dem US-Kongress 1923 zum ersten Mal vorgeschlagen wurde, in die Verfassung einen allgemeinen Grundsatz über die Gleichberechtigung der Frauen aufzunehmen (Equal Rights Amendment), war sie die namhafteste Verteidigerin dieser Initiative. Im Frühjahr 1924 setzte Eleanor Roosevelt sich für das Recht der Frauen ein, in der Demokratischen Partei eigene Delegierte zu benennen, und unterstützte den New Yorker Gouverneur Alfred E. Smith, der für ein neues Reformprogramm warb. Im Juni 1924 stand sie einem Komitee vor, das auf dem demokratischen Parteitag die Forderungen der Frauen vortrug. Ihr Einsatz galt in den 1920er Jahren unter anderem gesetzlichen Regelungen und praktischen Verbesserungen auf den Gebieten der Arbeitszeit, der Kinderarbeit und der Gesundheitsversorgung von Müttern und Kindern. 1928 erregte Eleanor Roosevelt Schlagzeilen, als sie während einer Demonstration zugunsten streikender Arbeiterinnen verhaftet wurde, weil sie den polizeilichen Ordnungsbefehlen nicht folgte. Ein außenpolitisches Thema, dem ihr besonderes Interesse galt, war die umstrittene Rolle der USA im Bürgerkrieg in Nicaragua.
Um Unterstützung warb Eleanor Roosevelt auch für den Briand-Kellogg-Pakt, einen von den USA mitgetragenen, 1928 in London unterzeichneten Kriegsächtungs-Pakt. Sie arbeitete mit der Women’s International League for Peace and Freedom und dem National Committee on the Cause and Cure of War zusammen, schrieb für die Women’s Democratic News – eine Zeitschrift, deren Verlegerin sie gleichzeitig war – eine Vielzahl pazifistischer Beiträge und galt in den USA bis zum Beginn des Zweiten Weltkrieges als eine der profiliertesten Kriegsgegnerinnen des Landes.
Obwohl Franklin D. Roosevelt um sein Image besorgt war, ermutigte er das politische Engagement seiner Frau und ließ sie an seinem professionellen Know-how teilhaben. Weitere Förderung verdankte Eleanor Roosevelt Franklins Berater Louis McHenry Howe. Sie erwarb in dieser Zeit umfassende Kenntnisse darüber, wie Männer in einer von ihnen dominierten politischen Sphäre Macht ausüben, und setzte sich dafür ein, dass Frauen diese männliche Dominanz brechen, indem sie innerhalb der etablierten politischen Institutionen Organisationen alternativer Macht einrichten. Sie selbst war in den 1920er Jahren unter anderem Schatzmeisterin der Frauen im Democratic State Committee von New York, Vorsitzende des Non-Partisan Legislative Committee, Vorstandsmitglied in der Foreign Policy Association und Direktorin des Bureau of Women’s Activities des National Committee der Demokratischen Partei. In langfristigen Widerspruch geriet sie mit ihrem Mann, als dieser – ebenso wie viele andere im Senat vertretene Isolationisten – einen Beitritt der USA zum Völkerbund und zum Ständigen Internationalen Gerichtshof verwarf, während sie eine entschiedene Befürworterin dieses Beitritts blieb.
1928 stand sie dem Women’s Advisory Committee vor, das die Wahlkampagne für den demokratischen Präsidentschaftskandidaten Alfred E. Smith organisierte. Die politischen Funktionen, die Eleanor Roosevelt zu diesem Zeitpunkt auch formal ausübte, waren die höchsten, die eine Frau in der US-amerikanischen Parteipolitik je erlangt hatte. In der US-amerikanischen Öffentlichkeit wurde sie als prominente Vertreterin der Demokratischen Partei und als eine der bedeutendsten politischen Persönlichkeiten des Landes wahrgenommen.

### Die Jahre um die Weltwirtschaftskrise (1928–1933)
Nachdem Franklin D. Roosevelt im November 1928 ins Amt des Gouverneurs des Bundesstaates New York gewählt worden war, verfolgte Eleanor Roosevelt weiter ihre eigene politische Agenda, gab jedoch ihre Herausgebertätigkeit auf, durch die sie viel öffentliche Aufmerksamkeit auf sich gezogen hatte. Während der 1929 einsetzenden Weltwirtschaftskrise und der damit verbundenen Massenarbeitslosigkeit setzte sie sich in der Women’s Trade Union League und der Junior League gegen die populäre Praxis ein, gefährdete männliche Arbeitsplätze dadurch zu sichern, dass Frauen aus dem Erwerbsleben systematisch ausgeschlossen wurden. Im Kampf um die ökonomische Sicherheit arbeitender Frauen maß sie – in einer Zeit, in der Gewerkschafter verfolgt und verhaftet wurden – den Gewerkschaften eine Schlüsselrolle zu und unterstützte öffentlich Streiks, die zu diesem Zwecke durchgeführt wurden.
Eleanor Roosevelt galt nicht nur als außerordentlich integere und glaubwürdige Persönlichkeit, die spontan erschien, Warmherzigkeit ausstrahlte und ernstlich bemüht war, die Lebensbedingungen jedes einzelnen Bürgers zu verbessern, sondern besaß auch die Fähigkeit, Reden zu halten, von denen das Publikum sich stark angesprochen fühlte. Besonders wenn sie über die Bedürfnisse und Hoffnungen der US-Amerikaner sprach – die ja gerade die schlimmsten wirtschaftlichen Verhältnisse in der US-amerikanischen Geschichte erlebten –, tat sie dies beredter als andere Persönlichkeiten des öffentlichen Lebens.

### First Lady (1933–1945)

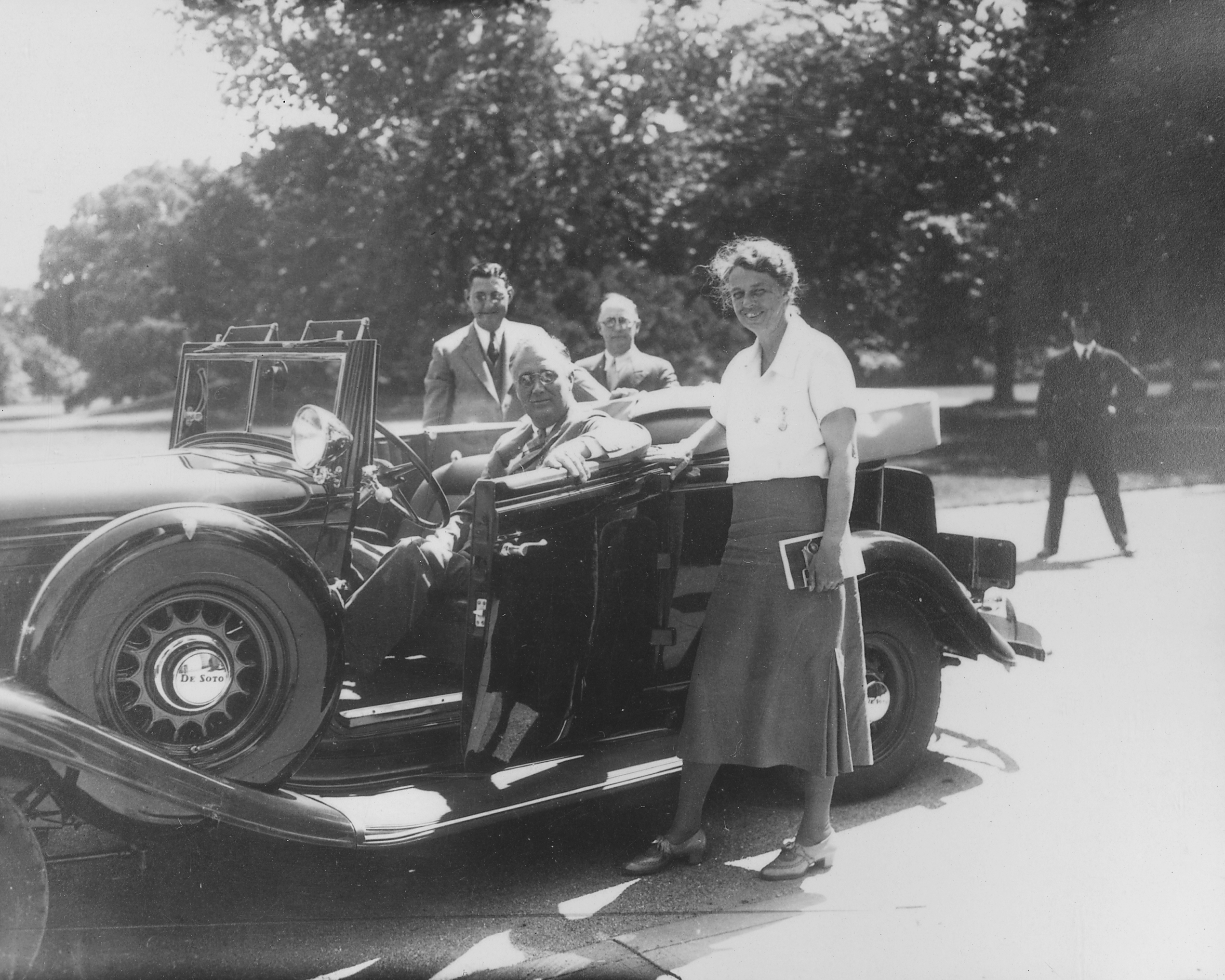
Franklin D. Roosevelt und Eleanor Roosevelt in Washington, D.C. (1933) mit einem DeSoto

Da Eleanor Roosevelt anhand des Schicksals ihrer Tante Edith, der Ehefrau von Theodore Roosevelt, wusste, wie wenig Eigenleben einer First Lady bleibt, war sie über Franklins Präsidentschaftskandidatur zunächst sehr unglücklich. An der Wahlkampagne arbeitete sie nur gelegentlich mit.
Nachdem Franklin D. Roosevelt am 8. November 1932 mit 57,4 % der Stimmen zum Präsidenten gewählt worden war und sein Amt am 4. März 1933 angetreten hatte, verfolgte Eleanor Roosevelt ihre Anliegen weiter. Aus der Öffentlichkeit, die von der First Lady keine sichtbare oder gar politische Tätigkeit erwartete, schlug ihr deswegen zunehmend Kritik entgegen. Ebenso wie der Präsident selbst repräsentierte Eleanor Roosevelt jedoch den Zweck und die Essenz des New Deal.
Formal bestand die Aufgabe der First Lady lediglich darin, Gastgeberin im Weißen Haus zu sein. Eleanor Roosevelts Medienpräsenz war jedoch beträchtlich. Als erste First Lady in der US-amerikanischen Geschichte gab sie bereits am Tage der Amtseinführung ihres Mannes ein Interview. Noch im selben Jahr begann sie wöchentliche Pressekonferenzen zu geben, zu der ausschließlich weibliche Reporter eingeladen wurden. Seit 1936 schrieb sie die tägliche Kolumne My Day, die landesweit in vielen Tageszeitungen gedruckt wurde und die ihr populärstes Selbstzeugnis wurde.
Nachdem sie sich bei allem sozialen Engagement mit den Lebensbedingungen der Afroamerikaner zunächst überhaupt nicht auseinandergesetzt hatte, begann Eleanor Roosevelt 1934, sich öffentlich für die Interessen der Schwarzen einzusetzen und besonders gegen die Rassentrennung zu protestieren. Hierbei kooperierte sie mit der Bürgerrechtlerin und Schriftstellerin  Lillian Smith.

### Weiteres Leben

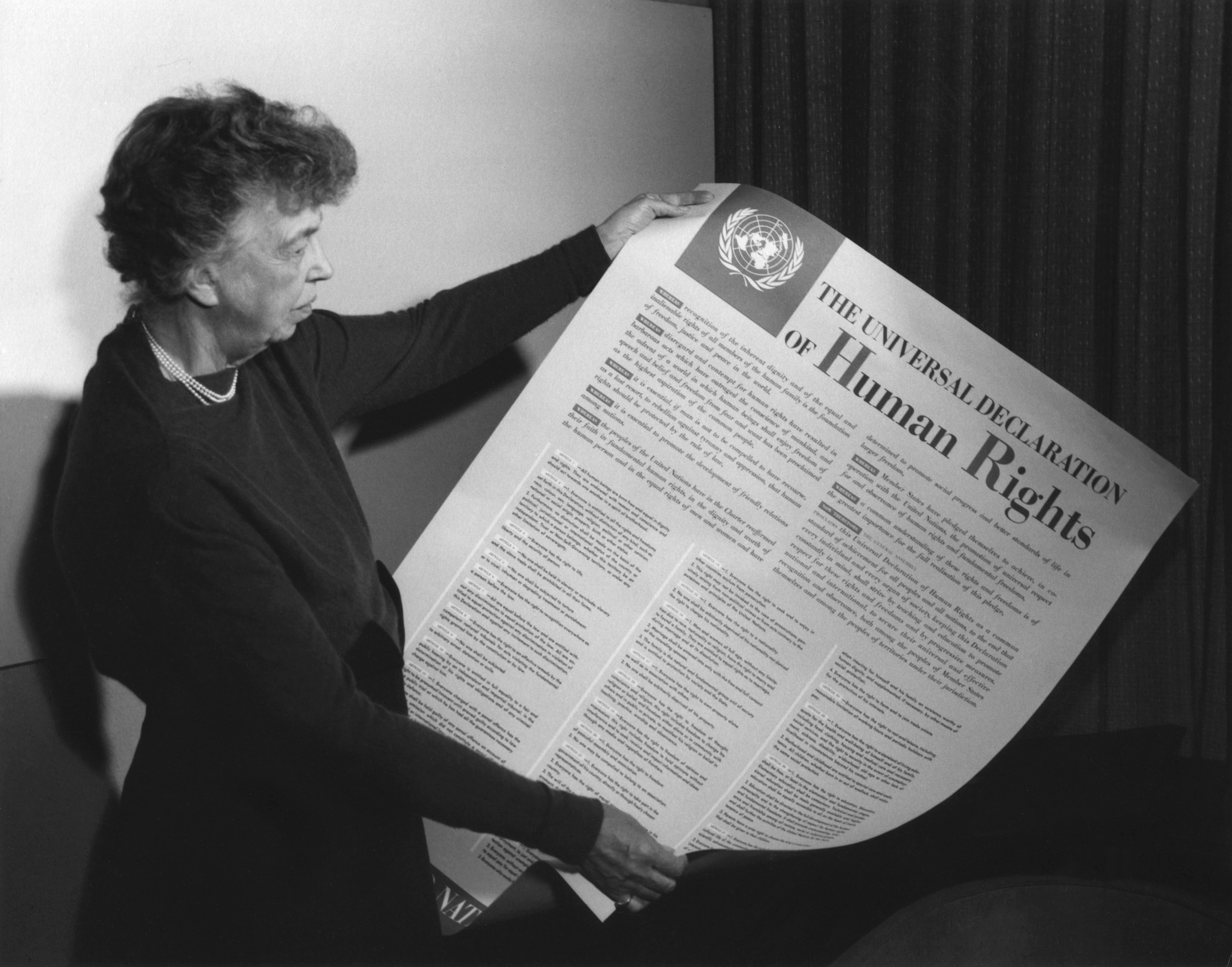
Roosevelt mit der englischen Sprachversion der Allgemeinen Erklärung der Menschenrechte

Nach F. D. Roosevelts Tod im Jahre 1945 ernannte dessen Nachfolger Harry S. Truman Eleanor Roosevelt im Dezember 1945 zur US-Delegierten der Vereinten Nationen. 1946 wurde sie dort in das Committee III berufen, in dem sie als begabte Diplomatin galt. 1947 saß sie, unterstützt von Marjorie Millace Whiteman, der UN-Menschenrechtskommission vor, die zu diesem Zeitpunkt die Allgemeinen Erklärung der Menschenrechte ausarbeitete. Die Erklärung wurde 1948 von der UN-Vollversammlung offiziell verabschiedet.
Roosevelt war eine starke Unterstützerin der Gründung Israels, obwohl das soziale Milieu, aus dem sie entstammte, damals typischerweise antisemitisch geprägt war. Neben den Folgewirkungen von Holocaust und Kaltem Krieg sowie ihrer liberalen Grundüberzeugung gründete sich dieses Engagement in der Tatsache, dass ihr engster Freundeskreis ab den 1920er Jahren hauptsächlich amerikanische Juden umfasste, von denen die meisten mit dem Zionismus sympathisierten. Zu diesen Personen gehörten unter anderem Elinor und Henry Morgenthau, Bernard Baruch und der politische Aktivist und Autor Joseph Lash. Im Jahr 1952 besuchte sie erstmals den jungen Staat Israel.
Im Komitee für unamerikanische Umtriebe, in dem der spätere Präsident Richard Nixon das Wort führte, wurde sie wegen ihrer liberalen Überzeugungen verdächtigt und als „wertvollster Aktivposten“ bezeichnet, „den eine als Trojanisches Pferd dienende Organisation wie die Kommunistische Partei besessen hat.“ Gegen diese und andere Verschwörungstheorien, die während der McCarthy-Ära um sich griffen, bezog Eleanor Roosevelt in ihren Kolumnen klar Stellung, weil sie die antikommunistische Hexenjagd des Senators McCarthy als „zutiefst unamerikanisch“ empfand.

## Eleanor Roosevelt und Franklin D. Roosevelt

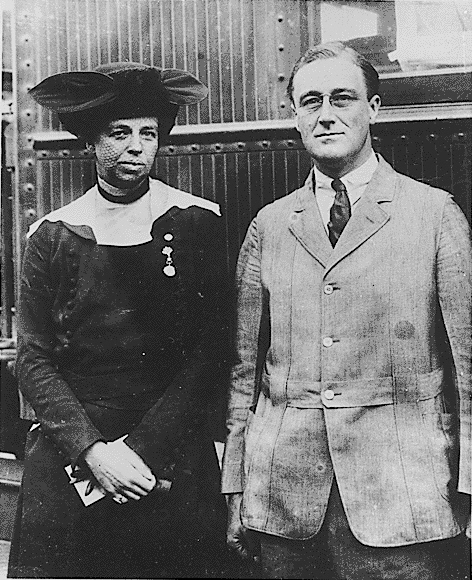
Eleanor und Franklin D. Roosevelt (1920)

### Das Politikerpaar
Eleanor und Franklin D. Roosevelt pflegten während ihres gesamten Ehelebens eine reiche und stimulierende politische Diskussionskultur, berieten sich in all ihren Plänen miteinander und waren sich in ihren politischen Auffassungen und Zielen weitgehend einig, wobei Eleanor von den späten 1920er Jahren an allerdings oft radikalere Standpunkte einnahm als Franklin. Das politische Leben von Eleanor Roosevelt und Franklin D. Roosevelt fiel freilich in eine Zeit, in der es unvorstellbar war, dass in einer Ehe beide Partner eine politische Karriere verfolgten. Eleanor Roosevelt fügte sich dem Zeitgeist, indem sie das Gewicht, das ihre politische Arbeit besaß, in der Öffentlichkeit stets herunterspielte und die politische Karriere ihres Mannes mit allem Einsatz förderte. Tatsächlich gab es im Haushalt von Eleanor und Franklin D. Roosevelt jedoch immer zwei Politiker.

### Privatleben
Im September 1918 entdeckte Eleanor Roosevelt, dass ihr Ehemann ein Verhältnis mit ihrer Sekretärin Lucy Mercer hatte. Sie bot ihm die Scheidung an, um seine Karriere nicht aufs Spiel zu setzen; dies lehnte er jedoch ab. Obwohl die Eheleute einander weiterhin eng verbunden blieben, nahmen Eleanor Roosevelts politische Aktivitäten in den folgenden Jahren einen solchen Umfang an, dass sie einen zunehmend großen Teil ihrer Zeit an getrennten Orten verbrachten. 1929 begann sie eine Liebesbeziehung mit ihrem Leibwächter Earl Miller, einem Corporal der New York State Police, mit dem sie bis 1962 befreundet blieb und täglich korrespondierte.
1932 wurde die für die Nachrichtenagentur Associated Press tätige Journalistin Lorena Hickok Hausreporterin des Ehepaars Roosevelt und begann bald, regelmäßig über Eleanor Roosevelt zu berichten. Viele Historiker vermuten, dass die Zusammenarbeit der beiden Frauen, die gemeinsam das Presseimage der First Lady erarbeiteten, sich zu einer jahrzehntelangen Liebesbeziehung entwickelte, die erst mit Eleanor Roosevelts Tod endete.

## Kritik

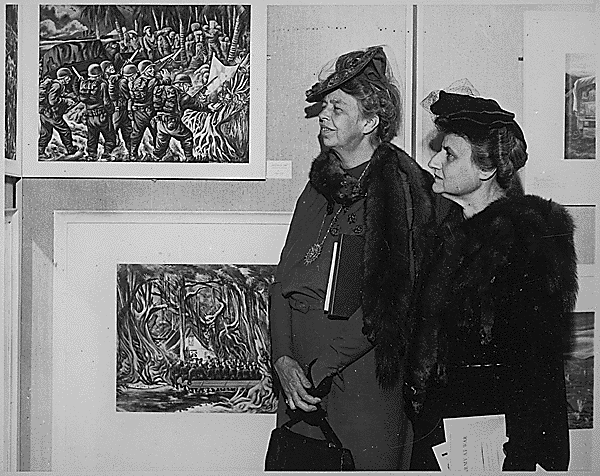
Eleanor Roosevelt mit Elinor Morgenthau (1944)

Vom Antisemitismus hat Eleanor Roosevelt sich erst nach dem Holocaust distanziert. Mit dem Schicksal der europäischen Juden, die in den USA in der Regel kein Asyl finden konnten, begann sie sich erst nach dem Ende des Krieges auseinanderzusetzen.

## Ehrungen
Eleanor Roosevelt erhielt 1954 als Erste die vom UNHCR verliehene Nansen-Medaille. Die United States Navy benannte einen Zerstörer der Arleigh-Burke-Klasse, die Roosevelt, explizit sowohl nach Eleanor als auch nach ihrem Ehemann.
Das 1945 gegründete Jefferson College, das sich nach dem Tod des gerade verstorbenen Franklin D. Roosevelt sofort in Roosevelt College, heute Roosevelt University, umbenannte, widmete seinen Namen 1959 aus Anlass von Eleanor Roosevelts 75. Geburtstag ausdrücklich Eleanor und Franklin D. Roosevelt.
1968 wurde ihr posthum der Menschenrechtspreis der Vereinten Nationen verliehen.
Eleanor Roosevelt wurde zwischen 1947 und 1962 sechs Mal für den Friedensnobelpreis nominiert.

## Wirkung
Eleanor Roosevelt wird oft als diejenige First Lady bezeichnet, die als erste eine aktive Rolle in der US-amerikanischen Politik spielte. Tatsächlich trifft dies jedoch bereits auf frühere Präsidentenehefrauen wie z. B. Edith Wilson zu.
Eleanor Roosevelt wurde von manchen Zeitgenossen heftig angegriffen, befindet sich jedoch auch unter den am meisten bewunderten Frauen in der US-amerikanischen Geschichte. Die Dramatikerin und Schauspielerin Laurie Strawn schrieb die Ein-Frau-Show Brave Little Nell. The Eleanor Roosevelt Story.

## Schriften
Bücher
- It’s Up to the Women, New York: Frederick A. Stokes Company, 1933 (über ihr Verständnis der Rolle der Frau im öffentlichen Leben)
- A Trip to Washington With Bobby And Betty, New York: Dodge, 1935 (Kinderbuch)
- This Is My Story, New York: Garden City Publishing Co., 1937 (erster Teil von Eleanor Roosevelts Autobiografie)
- Christmas. A Story. New York: Knopf, 1940
- This I Remember, New York: Harper & Bros., 1949 (zweiter Teil von Eleanor Roosevelts Autobiografie)
- UN: today and tomorrow, New York: Harper & Brothers, 1953. Mitverfasser: William DeWitt
- India and the awakening East. New York: Harper & Brothers, 1953
- The Autobiography of Eleanor Roosevelt, Harper & Bros., 1958; wiederaufgelegt 2001 bei Da Capo Press. ISBN 0-306-80476-X (Eleanor Roosevelts 1937 geschriebene Memoiren)
- On My Own, New York: Harper & Bros., 1958 (dritter Teil von Eleanor Roosevelts Autobiografie)
- Eleanor Roosevelt’s Book of Common Sense Etiquette, New York: The Macmillan Company, 1962
- You Learn by Living, New York: Harper & Bros., 1960; Neuauflage 1983 bei Westminster John Knox Press. ISBN 0-664-24494-7
- Tomorrow is Now, New York: Harper & Row, 1963 (Erstveröffentlichung posthum); neu aufgelegt bei Harper Collins, 1966. ISBN 0-06-013641-3

Artikel (Auswahl)
- Mrs. Roosevelt’s Page, Kolumne in dem Monatsmagazin Woman’s Home Companion, 1933–1935
- My Day: The Best of Eleanor Roosevelt’s Acclaimed Newspaper Colums, 1936–1962, (Da Capo Press), 2001. ISBN 0-306-81010-7
- The Eleanor Roosevelt Papers: The Human Rights Years, 1945–1948, (Thomson Gale), 2006. ISBN 0-684-31475-4

Briefe
- Bernard Bell: Mother and Daughter: The Letters of Eleanor and Anna Roosevelt, New York: Coward, McCann & Geoghegan, 1982
- Rodger Streittmatter (Hg.): Empty Without You: The Intimate Letters of Eleanor Roosevelt and Lorena Hickok, (Da Capo), 2001. ISBN 0-306-80998-2

In deutscher Übersetzung:
- mit Felix Arnold: Wie ich es sah, (Humboldt-Verlag), 1951
- mit Eduard Tosch: Indien und der erwachende Osten, (Scherz), 1954
- mit Jean S. Picker und Kurt Seinsch: Die Vereinten Nationen, was man von ihnen wissen sollte, (Deutsche Gesellschaft für die Vereinten Nationen), 1959

Herausgebertätigkeit
- Women’s Democratic News[38], 1925–1928 (unter Eleanor Roosevelts Verlegerschaft bis 1935)
- Babies: Just Babies, Oktober 1932–Juni 1933 (Zeitschrift mit Ratschlägen für junge Mütter)[39]
- Hunting Big Game in the Eighties: The Letters of Elliott Roosevelt, Sportsman, New York: Charles Scribner’s Sons, 1933 (Sammlung der Briefe ihres Vaters)

## Eleanor Roosevelt im Film

### Dokumentarfilme
- The Eleanor Roosevelt Story (USA 1965; Regie: Richard Kaplan)
- American Experience: Eleanor Roosevelt (USA 2000; Sue Williams)
- Eleanor Roosevelt: A Restless Spirit (USA 1994; Harry Rasky)
- Eleanor Roosevelt – Mehr als eine First Lady.(Frankreich, 2015; Patrick Jeudy)[40]

### Fiktionale Filme
- Sunrise at Campobello (USA 1960; Vincent J. Donehue)
- Eleanor and Franklin: The White House Years (Fernsehfilm, USA 1977; Daniel Petri)
- F. D. R.: The Last Year (Fernsehfilm, USA 1980; Anthony Page)
- Eleanor, First Lady of the World (Fernsehfilm, USA 1982; John Erman)
- Eleanor: In Her Own Words (Fernsehfilm, USA 1986; Mark Cullingham)
- Warm Springs (Fernsehfilm, USA 2005; Joseph Sargent)
- Hollywood (Fernsehserie, USA 2020; Ryan Murphy & Ian Brennan)